# خانه محمدحسین روحی
خانه محمد حسین روحی مربوط به دوره پهلوی اول است و در شهرستان ابرکوه، بخش مرکزی، خیابان شهید بهشتی، محله پای لوح واقع شده و این اثر در تاریخ ۲۸ اسفند ۱۳۸۶ با شمارهٔ ثبت ۲۲۷۷۴ به‌عنوان یکی از آثار ملی ایران به ثبت رسیده است.